# Algorytm Neville’a
Algorytm Neville’a – algorytm zaproponowany przez angielskiego matematyka Erica Harolda Neville’a. Jest używany do wyznaczania wartości wielomianu interpolacyjnego (Lagrange’a i Newtona) w danym punkcie {\displaystyle x.} Ideą jest wyznaczenie rozwiązania w krokach od pojedynczych węzłów do całego ich zbioru.
Biorąc pod uwagę zbiór danych punktów węzłowych {\displaystyle (x_{i},y_{i}),i=1,2,\dots ,n,} wielomian {\displaystyle P} jest stopnia nie wyższego niż {\displaystyle n,} a jego wartości w punktach węzłowych są takie same jak wartości interpolowanej funkcji:
{\displaystyle P(x_{i})=f(x_{i})=y_{i},}     dla {\displaystyle i=1,\dots ,n+1.}
Definiujemy wielomiany interpolacyjne i ich wartości w ustalonym punkcie {\displaystyle x.}
- {\displaystyle p_{i}} – wartość, w punkcie {\displaystyle x,} wielomianu stopnia zerowego przechodzącego przez punkt {\displaystyle (x_{i},y_{i}){:}}

{\displaystyle p_{i}=y_{i}=P_{i}(x)}     dla {\displaystyle i=0,\dots ,n.}
- {\displaystyle p_{i(i+1)}} – wartość, w punkcie {\displaystyle x,} wielomianu stopnia pierwszego przechodzącego przez punkty {\displaystyle (x_{i},y_{i})} oraz {\displaystyle (x_{i+1},y_{i+1}){:}}

{\displaystyle p_{i(i+1)}=P_{i(i+1)}(x)}     dla {\displaystyle i=0,\dots ,n-1.}
- {\displaystyle p_{0\ldots n}} – wartość, w punkcie {\displaystyle x,} wielomianu stopnia n-tego przechodzącego przez {\displaystyle (n+1)} punktów {\displaystyle (x_{i},y_{i}){:}}

{\displaystyle p_{0\ldots n}=P_{0\ldots n}(x)}     dla {\displaystyle i=0,\dots ,n.}
Wielomiany powyższego typu spełniają następującą własność rekurencyjną:
{\displaystyle p_{i(i+1)\ldots (i+k)}={\frac {(x-x_{i+k})p_{i(i+1)\ldots (i+k-1)}+(x_{i}-x)p_{(i+1)(i+2)\ldots (i+k)}}{x_{i}-x_{i+k}}},}
gdzie: {\displaystyle k} odpowiada stopniowi wielomianu, {\displaystyle k=1,\dots ,n} oraz {\displaystyle i=0,\dots ,n.}
Algorytm Neville’a polega na tym, że za pomocą powyższych wzorów konstruujemy tablicę symetryczną, która zawiera wartości wielomianu interpolacyjnego w ustalonym punkcie {\displaystyle x,} dla {\displaystyle n=3{:}}
| {\displaystyle x_{0},y_{0}=p_{0}} |                        |                         |                          |
|                                   | {\displaystyle p_{01}} |                         |                          |
| {\displaystyle x_{1},y_{1}=p_{1}} |                        | {\displaystyle p_{012}} |                          |
|                                   | {\displaystyle p_{12}} |                         | {\displaystyle p_{0123}} |
| {\displaystyle x_{2},y_{2}=p_{2}} |                        | {\displaystyle p_{123}} |                          |
|                                   | {\displaystyle p_{23}} |                         |                          |
| {\displaystyle x_{3},y_{3}=p_{3}} |                        |                         |                          |
Kolejne elementy są obliczane rekurencyjnie na podstawie elementów poprzednich.
W praktyce algorytm Neville’a przedstawiamy w nieco innej wersji. Stosując oznaczenia:
{\displaystyle t_{(i+k),k}=p_{i(i+1),\dots ,(i+k)}}
Tablica przyjmuje postać:
| {\displaystyle x_{0},y_{0}=t_{00}} |                        |                        |                        |
|                                    | {\displaystyle t_{11}} |                        |                        |
| {\displaystyle x_{1},y_{1}=t_{10}} |                        | {\displaystyle t_{22}} |                        |
|                                    | {\displaystyle t_{21}} |                        | {\displaystyle t_{33}} |
| {\displaystyle x_{2},y_{2}=t_{20}} |                        | {\displaystyle t_{32}} |                        |
|                                    | {\displaystyle t_{31}} |                        |                        |
| {\displaystyle x_{3},y_{3}=t_{30}} |                        |                        |                        |
Ułatwia to komputerowe zaprogramowanie powyższej tablicy (jako tablicy dwuwymiarowej).
Otrzymujemy również wzór rekurencyjny w prostszej postaci:
{\displaystyle t_{ik}={\frac {(x-x_{i-k})t_{i,k-1}-(x-x_{i})t_{i-1,k-1}}{x_{i}-x_{i-k}}}}
gdzie: {\displaystyle 1\leqslant k\leqslant i,}     dla {\displaystyle i=0,1,\dots ,n.}
Pseudokod:
```
       
for
 i := 0 
to
 n 
do

           t[i] = f[i]
       
for
 i := i - 1 
downto
 0 
do

           t[j]= t[j + 1] + (t[j + 1] - t[j]) * (x - x[i]) / (x[i] - x[j])
```

Szukaną wartość wielomianu interpolacyjnego otrzymujemy jako t[0].

## Przykład
Dane mamy:
{\displaystyle i=0,1,2,3}
{\displaystyle x_{0}=0,}  {\displaystyle x_{1}=1,}  {\displaystyle x_{2}=3,}  {\displaystyle x_{3}=4}
{\displaystyle f(x_{0})=1,}  {\displaystyle f(x_{1})=3,}  {\displaystyle f(x_{2})=2,}  {\displaystyle f(x_{3})=1}
Wyliczymy wartość wielomianu interpolacyjnego w punkcie x=2. Korzystamy ze wzorów i konstruujemy tablicę:
| {\displaystyle 0,t_{00}=1} |                            |                             |                          |
|                            | {\displaystyle t_{11}=5}   |                             |                          |
| {\displaystyle 1,t_{10}=3} |                            | {\displaystyle t_{22}=10/3} |                          |
|                            | {\displaystyle t_{21}=5/2} |                             | {\displaystyle t_{33}=3} |
| {\displaystyle 3,t_{20}=2} |                            | {\displaystyle t_{32}=8/3}  |                          |
|                            | {\displaystyle t_{31}=3}   |                             |                          |
| {\displaystyle 4,t_{30}=1} |                            |                             |                          |
Zatem dla x=2 wartość wielomianu wynosi 3.

## Uogólnienie algorytmu Neville’a
Mając zadane węzły {\displaystyle (x_{i},f_{i})} do interpolacji można również użyć funkcji wymiernych:
{\displaystyle Z^{u,v}={\frac {P^{u,v}}{Q^{u,v}}}={\frac {a_{0}+a_{1}x+\ldots +a_{u}x^{u}}{b_{0}+b_{1}x+\ldots +b_{v}x^{v}}},}
spełniających warunki: {\displaystyle Z^{u,v}(x_{i})=f_{i},}     dla {\displaystyle i=0,1,\dots ,u+v.}
W przypadku interpolacji funkcjami wymiernymi można wyprowadzić uogólniony wzór Neville’a. Algorytm wygląda wówczas następująco:
{\displaystyle T_{i0}=f_{i},\quad T_{i,k-1}=0,\quad T_{ik}=T_{i,k-1}+{\frac {(T_{i,k-1}-T_{i-1,k-1})}{\left({\frac {x-x_{i-k}}{x-x_{i}}}\left[1-{\frac {T_{i,k-1}-T_{i-1,k-1}}{(T_{i,k-1}-T_{i-1,k-2}}}\right]-1\right)}}.}